# Stazione di Grottaglie
Stazione di Grottaglie vasútállomás Olaszországban, Puglia régióban, Grottaglie településen.

## Vasútvonalak
Az állomást az alábbi vasútvonalak érintik:
- Potenza-Brindisi-vasútvonal

## Kapcsolódó állomások
A vasútállomáshoz az alábbi állomások vannak a legközelebb: 
- Stazione di Villa Castelli
- Stazione di Monteiasi-Montemesola